# منتخب الهند تحت 19 سنة لكرة القدم للسيدات
منتخب الهند تحت 19 سنة لكرة القدم للسيدات (بالإنجليزية: India women's national under-20 football team)‏ هو ممثل الهند الرسمي في المنافسات الدولية في كرة القدم في فئة كرة قدم تحت 19 سنة للسيدات، يديريه اتحاد الهند لكرة القدم.